# Tschechische Eishockeynationalmannschaft

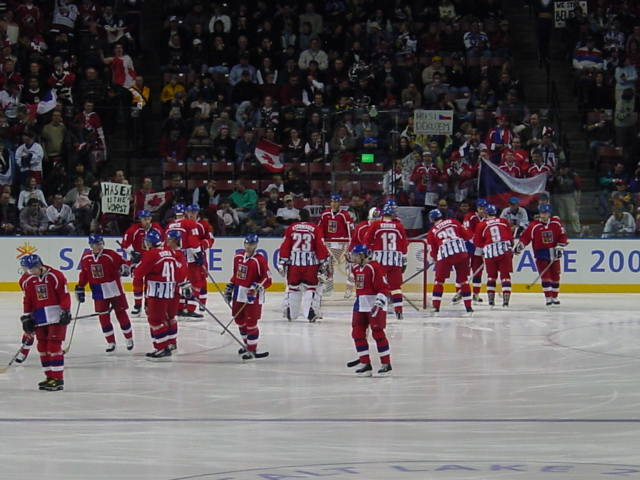
Die tschechische Nationalmannschaft bei den Olympischen Winterspielen 2002

Die tschechische Eishockeynationalmannschaft der Herren ist die nationale Eishockeyauswahlmannschaft Tschechiens und eine der besten Eishockeynationalmannschaften der Welt. Sie wird nach der Weltmeisterschaft 2024 in der IIHF-Weltrangliste auf Platz 4 geführt.
Die Eishockeynationalmannschaften Tschechiens sind dem Tschechischen Eishockeyverband unterstellt und entstanden aus den Mannschaften der Tschechoslowakei, deren Startplätze sie nach der Teilung in Tschechien und Slowakei 1993 übernehmen durften. Das erste Spiel der tschechischen Herrenauswahl fand am 11. Februar 1993 in Stockholm statt, als diese das Team Russlands mit 6:1 besiegte.
Die Tschechischen Herren wurden 1998 Olympiasieger und erreichten von 1999 bis 2001 dreimal in Folge den Sieg der Weltmeisterschaft. 2004 wurde nach drei medaillenfreien Jahren erneut Ivan Hlinka zum Nationaltrainer ernannt, um das Team in den World Cup of Hockey 2004 zu führen und wieder den Weltmeistertitel zu erreichen. Nach dessen tödlichen Verkehrsunfall wurde Vladimír Růžička zum neuen Trainer bestellt, der im World Cup zwar „nur“ das Halbfinale erreichte, 2005 jedoch im Endspiel gegen Kanada erneut den Gewinn des Weltmeistertitels sicherstellen konnte. Ein Jahr später erreichte die Nationalauswahl den Gewinn der Silbermedaille unter Cheftrainer Alois Hadamczik.
Nach dem enttäuschenden fünften Platz bei der Eishockey-Weltmeisterschaft der Herren 2008 trat Hadamczik zurück und kurze Zeit später wurde Vladimír Růžička als neuer Trainer vorgestellt, der parallel Trainer des HC Slavia Prag blieb.
2010 kündete Růžička an, nach der Weltmeisterschaft desselben Jahres als Nationaltrainer zurückzutreten, woraufhin der tschechische Eishockeyverband Alois Hadamczik als dessen Nachfolger bestimmte. Zwischen 2014 und 2015 war Růžička wieder Trainer der Nationalmannschaft. Danach übernahm Vladimír Vůjtek dieses Amt.
Zwischen 2012 und 2021 gewannen die Tschechen keine Medaillen bei IIHF-Turnieren, was ihre längste Medaillendürre in der Geschichte darstellte. Mit dem Gewinn der Bronzemedaille bei der Weltmeisterschaft 2022 endete diese medaillen-lose Zeit.

## Gesperrte Trikotnummern
- #21 Ivan Hlinka

Nach dem Flugzeugabsturz bei Jaroslawl im September 2011 wurden die Trikotnummern von Jan Marek, Karel Rachůnek und Josef Vašíček durch den tschechischen Eishockeyverband für alle Nationalteams gesperrt.
- #40 Karel Rachůnek
- #15 Jan Marek
- #63 Josef Vašíček

## Nationaltrainer

### Bei Olympischen Winterspielen
- 1994 – Ivan Hlinka
- 1998 – Ivan Hlinka und Slavomír Lener
- 2002 – Josef Augusta
- 2006 – Alois Hadamczik
- 2010 – Vladimír Růžička
- 2014 – Alois Hadamczik
- 2018 – Josef Jandač
- 2022 – Filip Pešán

### Bei Weltmeisterschaften
- 1993 – Ivan Hlinka
- 1994 – Ivan Hlinka
- 1995 – Luděk Bukač
- 1996 – Luděk Bukač
- 1997 – Ivan Hlinka und Slavomír Lener
- 1998 – Ivan Hlinka und Slavomir Lener
- 1999 – Ivan Hlinka
- 2000 – Josef Augusta
- 2001 – Josef Augusta
- 2002 – Josef Augusta
- 2003 – Slavomír Lener
- 2004 – Slavomír Lener
- 2005 – Vladimír Růžička
- 2006 – Alois Hadamczik
- 2007 – Alois Hadamczik
- 2008 – Alois Hadamczik
- 2009 – Vladimír Růžička
- 2010 – Vladimír Růžička
- 2011 – Alois Hadamczik
- 2012 – Alois Hadamczik
- 2013 – Alois Hadamczik
- 2014 – Vladimír Růžička
- 2015 – Vladimír Růžička
- 2016 – Vladimír Vůjtek
- 2017 – Josef Jandač
- 2018 – Josef Jandač
- 2019 – Miloš Říha
- 2021 – Filip Pešán
- 2022 – Kari Jalonen
- 2023 – Kari Jalonen
- 2024 – Radim Rulík

## Platzierungen

### Olympische Spiele

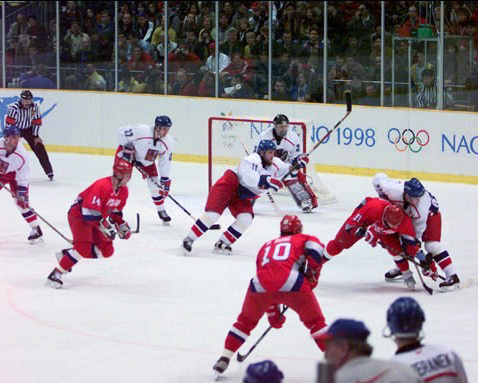
Finale gegen Russland bei den Olympischen Spielen in Nagano 1998

- 1994 – 5. Platz
- 1998 – Olympiasieger
- 2002 – 5. Platz (punktgleich)
- 2006 – Bronzemedaille
- 2010 – 7. Platz
- 2014 – 6. Platz
- 2018 – 4. Platz
- 2022 – 9. Platz

### World Cup of Hockey
- 1996 – Für die Play-offs nicht qualifiziert
- 2004 – Niederlage im Halbfinale

### IIHF-Weltmeisterschaften
- 1993 – 3. Platz – Bronzemedaille
- 1994 – 7. Platz
- 1995 – 4. Platz
- 1996 – Weltmeister
- 1997 – 3. Platz – Bronzemedaille
- 1998 – 3. Platz – Bronzemedaille
- 1999 – Weltmeister
- 2000 – Weltmeister
- 2001 – Weltmeister
- 2002 – 5. Platz
- 2003 – 4. Platz
- 2004 – 5. Platz
- 2005 – Weltmeister
- 2006 – 2. Platz – Silbermedaille
- 2007 – 7. Platz
- 2008 – 5. Platz
- 2009 – 6. Platz
- 2010 – Weltmeister
- 2011 – 3. Platz – Bronzemedaille
- 2012 – 3. Platz – Bronzemedaille
- 2013 – 7. Platz
- 2014 – 4. Platz
- 2015 – 4. Platz
- 2016 – 5. Platz
- 2017 – 7. Platz
- 2018 – 7. Platz
- 2019 – 4. Platz
- 2021 – 7. Platz
- 2022 – 3. Platz – Bronzemedaille
- 2023 – 8. Platz
- 2024 – Weltmeister
- 2025 – 6. Platz